# Sernancelhe
Sernancelhe es una villa portuguesa del distrito de Viseu, Região Norte y comunidad intermunicipal de Duero, con cerca de 1200 habitantes.
Es sede de un municipio con 231,42 km² de área y 5692 habitantes (2021), subdividido en trece freguesias. Los municipio están limitados al norte por los municipios de Tabuaço y São João da Pesqueira, al este por Penedono y Trancoso, al sur por Aguiar da Beira, al sudoeste por Sátão y al noroeste por Moimenta da Beira. 

## Organización territorial
El municipio de Sernancelhe está formado por trece freguesias:
- Arnas
- Carregal
- Chosendo
- Cunha
- Faia
- Ferreirim e Macieira
- Fonte Arcada e Escurquela
- Granjal
- Lamosa
- Penso e Freixinho
- Quintela
- Sernancelhe e Sarzeda
- Vila da Ponte

## Demografía
| Gráfica de evolución demográfica de Sernancelhe entre 1864 y 2021 |
|                                                                   |
| Datos según el nomenclátor publicado por el INE portugués.        |